# Karl Ludvig Sandstedt
Karl Ludvig Sandstedt (i riksdagen kallad Sandstedt i Malmberget), född 10 mars 1861 i Norra Sandsjö socken, död 31 maj 1929 i Gällivare, var en svensk gruvfogde och politiker (liberal).
Karl Ludvig Sandstedt, som kom från en torparfamilj, var gruvfogde i Malmberget och hade även lokalpolitiska uppdrag. 
Han var riksdagsledamot i andra kammaren för Norrbottens läns norra valkrets 1912–1914 och tillhörde Frisinnade landsföreningens riksdagsgrupp Liberala samlingspartiet. Han var ledamot i andra kammarens femte tillfälliga utskott 1912–1914 och engagerade sig bland annat för förbättrad tandvård till folkskolans elever.